# Чичестер (Нью-Гемпшир)
Чичестер (англ. Chichester) — місто (англ. town) в США, в окрузі Меррімак штату Нью-Гемпшир. Населення — 2665 осіб (2020).

## Демографія
Згідно з переписом 2010 року, у місті мешкали 2523 особи в 918 домогосподарствах у складі 715 родин. Було 963 помешкання
Расовий склад населення:
| - 98,8 % — білих - 0,2 % — чорних або афроамериканців - 0,2 % — азіатів |

До двох чи більше рас належало 0,6 %. Частка іспаномовних становила 1,1 % від усіх жителів.
За віковим діапазоном населення розподілялося таким чином: 23,0 % — особи молодші 18 років, 65,7 % — особи у віці 18—64 років, 11,3 % — особи у віці 65 років та старші. Медіана віку мешканця становила 43,7 року. На 100 осіб жіночої статі у місті припадало 105,1 чоловіків;  на 100 жінок у віці від 18 років та старших — 103,0 чоловіків також старших 18 років.
Середній дохід на одне домашнє господарство  становив 97 186 доларів США (медіана — 81 397), а середній дохід на одну сім'ю — 102 758 доларів (медіана — 88 158). Медіана доходів становила 56 667 доларів для чоловіків та 48 700 доларів для жінок. За межею бідності перебувало 7,1 % осіб, у тому числі 11,2 % дітей у віці до 18 років та 2,6 % осіб у віці 65 років та старших.
Цивільне працевлаштоване населення становило 1431 особа. Основні галузі зайнятості: освіта, охорона здоров'я та соціальна допомога — 25,6 %, виробництво — 10,3 %, науковці, спеціалісти, менеджери — 8,8 %, оптова торгівля — 8,5 %.